# Lathrostizus
Lathrostizus is een geslacht van insecten uit de orde vliesvleugeligen (Hymenoptera) en de familie Ichneumonidae.

## Soorten
- L. alpicola Horstmann, 2004
- L. alpinus Horstmann, 1971
- L. brevicornis Horstmann, 2004
- L. clypeatus (Brischke, 1880)
- L. curvicauda (Holmgren, 1860)
- L. euurae (Ashmead, 1890)
- L. flexicauda (Holmgren, 1860)
- L. forticanda (Thomson, 1887)
- L. lapponicus Horstmann, 2004
- L. lugens (Gravenhorst, 1829)
- L. macrostoma (Thomson, 1887)
- L. mandibularis Horstmann, 2004
- L. modestus (Brues, 1919)
- L. monilicornis (Thomson, 1887)
- L. punctipes (Thomson, 1887)
- L. shenyangensis Xu & Sheng, 1994